# ديدلاين غيمز
ديدلاين غيمز (بالإنجليزية: Deadline Games)‏، هي شركة دنماركية لإنتاج وتطوير ألعاب الفيديو، أسست سنة 1996م، وأعلنت حلها سنة 2009م.